# Аль-Кадр
Аль-Кадр (араб. القدر — Предопределение) — девяносто седьмая сура Корана. Сура мекканская.  Состоит из 5 аятов.

## Содержание
В этой суре говорится о достоинстве Корана и ночи, в которую он был ниспослан, и указывается, что она лучше тысячи месяцев и что в эту ночь нисходят ангелы и Джибриль по велению своего Господа для исполнения его повелений. В эту ночь воцаряется мир и нет ни вреда, ни зла до появления зари.

 Воистину, Мы ниспослали его (Коран) в ночь предопределения (или величия). ۝ Откуда ты мог знать, что такое ночь предопределения (или величия)? ۝ Ночь предопределения (или величия) лучше тысячи месяцев. ۝ В эту ночь ангелы и Дух (Джибрил) нисходят с дозволения их Господа по всем Его повелениям. ۝ Она благополучна вплоть до наступления зари. 
—  97:1—5 (Кулиев)